# احمد العراقی
احمد العراقی (عربی: أحمد العراقي؛ زادهٔ ۱۵ اکتبر ۱۹۳۱ – درگذشتهٔ ۲ نوامبر ۲۰۲۰) یک سیاست‌مدار اهل مراکش بود. وی از ۶ اکتبر ۱۹۶۹ تا ۶ اوت ۱۹۷۱ نخست‌وزیر این کشور بود.
احمد العراقی در ۲ نوامبر ۲۰۲۰، در سن ۸۹ سالگی درگذشت.